# Puxieux
Puxieux é uma comuna francesa na região administrativa de Grande Leste, no departamento de Meurthe-et-Moselle. Estende-se por uma área de 5,67 km². Em 2010 a comuna tinha 247 habitantes (densidade: 43,6 hab./km²).